# Krzyżna Przełęcz Wyżnia
Krzyżna Przełęcz Wyżnia (słow. Vyšné Koniarčisko, ok. 1785 m) – przełęcz między szczytem Krzyżne Liptowskie (2039 m) a północnym garbem Wszywaków (1817 m) w masywie Liptowskich Kop w słowackich Tatrach. Wschodni, częściowo piarżysty, a częściowo zarośnięty kosodrzewiną (w górnej części) stok opada stromo do Doliny Koprowej. Rzadka i przetrzebiona roślinność na tym stoku to skutek dawnych pożarów. Rejon przełęczy jest piarżysto-trawiasty. Ku zachodowi, do Doliny Krzyżnej opada z niego łagodny i zarastający kosodrzewiną stok.
Nazwę przełęczy wprowadził Władysław Cywiński w 11 tomie przewodnika wspinaczkowego Tatry. Szpiglasowy Wierch.
Od 1949 r. Kopy Liptowskie znajdują się na obszarze ochrony ścisłej Tatrzańskiego Parku Narodowego z zakazem wstępu.

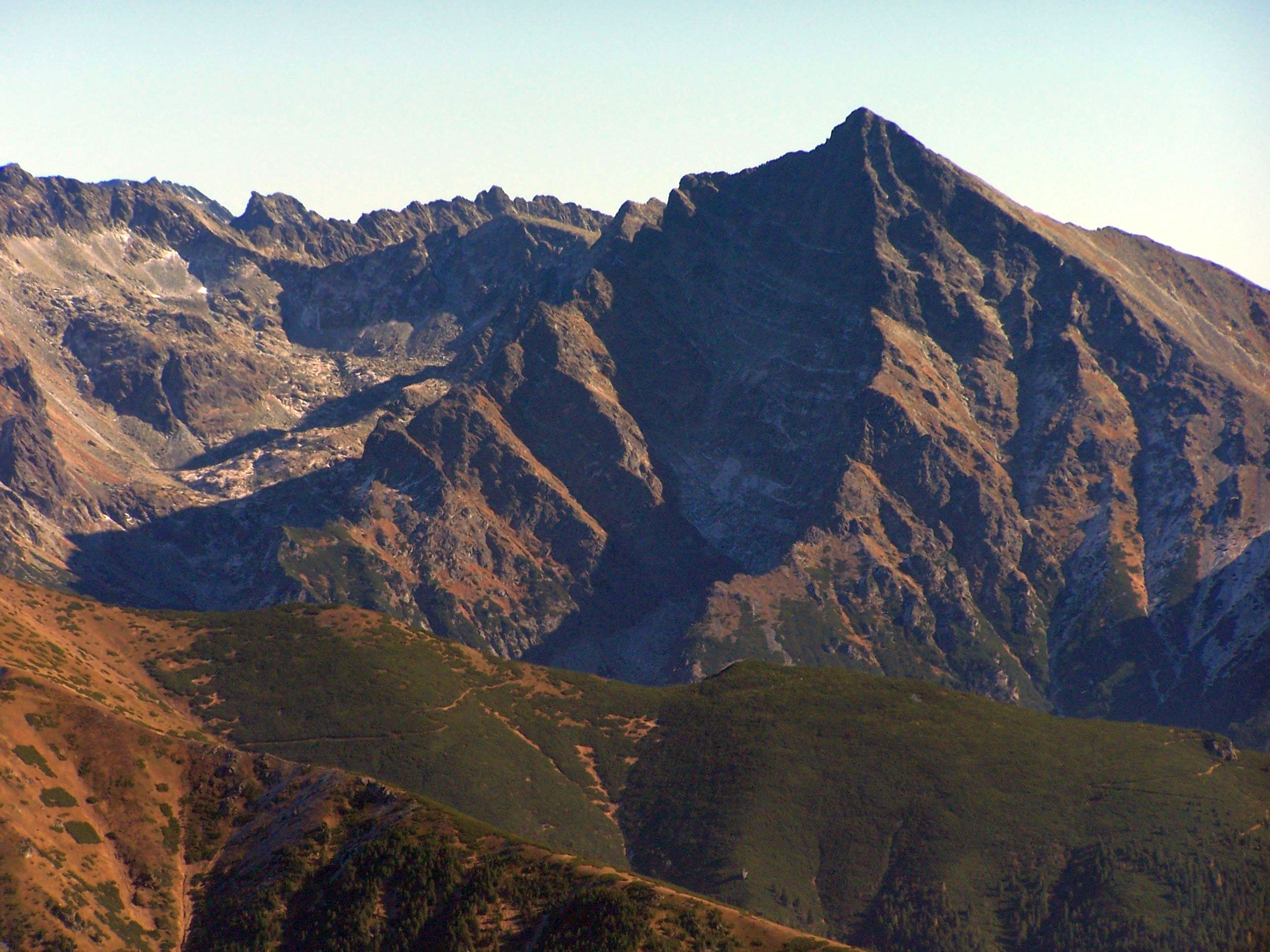
U góry Krywań. poniżej niego dwa garby Wszywaków. Przełęcz powyżej lewego z nich